# Lauretta Elizabeth Maree
Lauretta Elizabeth Maree – południowoafrykańska nauczycielka i samorządowiec, w latach 2006–2008 burmistrz Stellenbosch. 
Po ukończeniu studiów pracowała jako nauczyciel. W 2000 po raz pierwszy zasiadła w Radzie Miejskiej w Stellenbosch. W wyniku wyborów samorządowych z 2006 w marcu tego roku objęła urząd burmistrza miasta (mimo przewagi ANC w Radzie Miejskiej Aliansowi Demokratycznemu udało się zawiązać sojusz z niewielkimi ugrupowaniami celem przeprowadzenia wyboru własnej kandydatki na urząd głowy miasta). 8 kwietnia 2008 na skutek opuszczenia koalicji rządzącej miastem przez Khayamandi Community Alliance (KCA) Patricka Swartza została odwołana z funkcji burmistrza. 